# رود فصلی اشتهارد
رودخانه شور (ابهر رود) یا به گفته بومیان شورکات رودخانه‌ای است فصلی که در شمال اشتهارد از غرب به شرق جریان دارد، تنها رودخانه ناحیه اشتهارد است. در مسیر رودخانه شور و در ناحیه‌ای نزدیک به روستای جارو به علت شیب کم زمین، از سرعت رود کاسته می‌شود و نمک زارهایی تشکیل شده است که سبب گردیده است مناظر فوق‌العاده‌ای را پدید آورد.
این رودخانه از کوه‌های جنوب ابهر (استان زنجان) سرچشمه می‌گیرد و پس از مشروب کردن دشتهای ابهر، قزوین، شمال بخش اشتهارد و جنوب ساوجبلاغ به رودخانه کرج می‌پیوندد. محل تقاطع این رودخانه با جاده اشتهارد-ماهدشت مرز بین بخش اشتهارد و ماهدشت در نظر گرفته‌اند.
این رودخانه به طور پراکنده دارای ماهی گورخری (Aphanius sophiae) می‌باشد.در اطراف این رودخانه در جنوب اشتهارد مکانی وجود دارد که از زبان بومیان شهر اشتهارد به آسیاب خرابه معروف است.